# George Theodore Werts

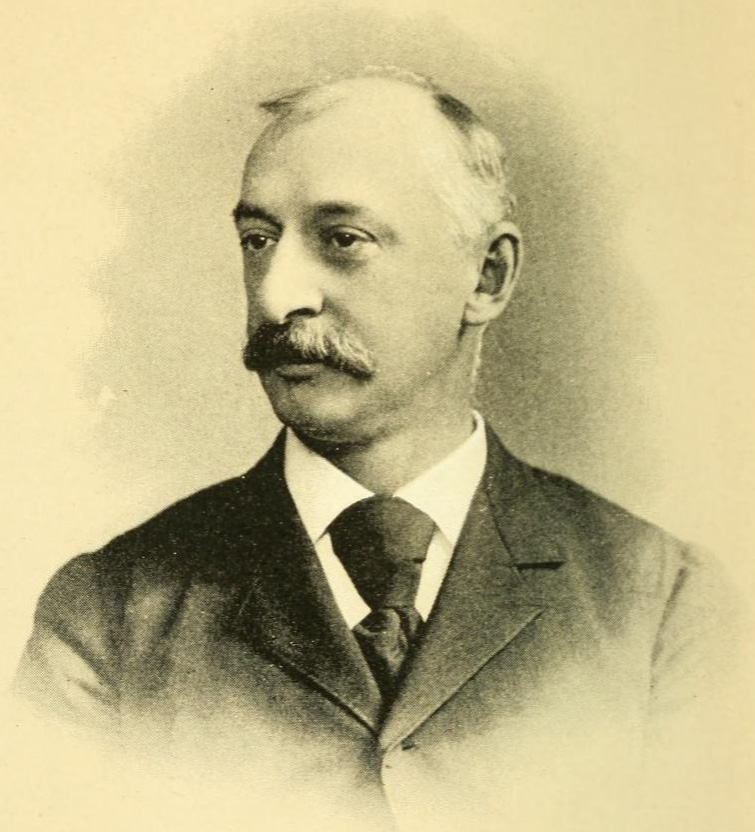
George Theodore Werts

George Theodore Werts (* 24. März 1846 in Hackettstown, Warren County, New Jersey; † 17. Januar 1910) war ein US-amerikanischer Politiker und von 1893 bis 1896 Gouverneur des Bundesstaates New Jersey.

## Frühe Jahre und politischer Aufstieg
George Werts besuchte die Bordentown Highschool und die State Model School in Trenton. Nach einem anschließenden Jurastudium und seiner Zulassung als Rechtsanwalt begann er in Morristown, wohin er 1863 gezogen war, in seinem neuen Beruf zu arbeiten. Werts wurde Mitglied der Demokratischen Partei. Zwischen 1883 und 1885 war er Stadtrichter (Recorder) in Morristown. Von 1886 bis 1892 war er Bürgermeister dieser Stadt. Gleichzeitig gehörte er von 1897 bis 1892 dem Senat von New Jersey an. In den Jahren 1892 und 1893 war er auch Mitglied des Obersten Gerichtshofs seines Staates. Am 8. November 1892 wurde er zum neuen Gouverneur seines Staates gewählt.

## Gouverneur von New Jersey
George Werts trat sein neues Amt am 17. Januar 1893 an. In seiner dreijährigen Amtszeit wurden die Wahlgesetze reformiert und ein einheitlicher Zinssatz für Steuerschuldner festgelegt. Ansonsten stand seine Amtszeit unter keinem guten Stern. Ein Wettskandal erschütterte den Staat und die Demokratische Partei. Der Gouverneur ließ in dieser Angelegenheit keine Führungsqualitäten erkennen, was zu erbitterten Streitereien und dem Ende einer fast 30-jährigen Dominanz seiner Partei in New Jersey führte. Ein 1895 aufgedeckter Korruptionsskandal, in den demokratische Abgeordnete der Legislative verwickelt waren, beschleunigte diese Entwicklung noch. Werts war allerdings nicht in diesen Fall verwickelt. Trotzdem war er der letzte von neun demokratischen Gouverneuren, die ohne Unterbrechung seit 1869 amtierten. Zwischen 1896 und 1911 stellten dann die Republikaner sieben Gouverneure in Folge.

## Weiterer Lebenslauf
Nach dem Ende seiner Gouverneurszeit am 21. Januar 1896 zog sich Werts aus der Politik zurück. Er war aber weiterhin als Jurist tätig. Gouverneur Werts starb am 17. Januar 1910 und wurde auf dem Evergreen Cemetery beigesetzt. Mit seiner Frau Emma Stelle hatte er zwei Kinder.